# AGS・JH25
AGS・JH25は、AGSチームが1990年のF1世界選手権用に製作したフォーミュラ1カー。デザイナーはミッシェル・コスタ。1991年は改良型のJH25Bが使用された。JH25はJH24に代わって実戦に投入され、AGSにとってレースをフィニッシュした最後の車となった。

## 背景
AGS・JH25は変化の時代に製作され、不安定で信頼性に欠けた車であった。AGSは1989年シーズン前にオーナーが交代した。フランスの企業家シリル・ド・ルーブルがチームを買収したが、その年は問題が多かった。チームはあらゆる分野に新スタッフを加入させ、彼らは当初協力して業務に当たることができなかった。シーズンの重要点は、前オーナーのアンリ・ジュリアンとクリスチャン・バンダープレインが主導して開発してきた時代遅れのJH23Bの開発を取りやめたことだった。その結果、1989年の夏にチームは予備予選組に降格する。夏の終わりに投入されたJH24は設計の不具合と状況の悪化を証明した。1990年1月にチームはゴンファロンのガレージ・デ・ラヴニールから近くのル・リュックにある仮拠点に移転した。新車の開発が遅れたのはこの移転だけが理由ではなかった。1990年1月に新たなワークショップが設立された後、ミッシェル・コスタは新車の開発を始めた。最初の車両が完成したのは1990年4月のことであった。

## 開発
ミッシェル・コスタによって設計されたJH25は、JH24よりもスリムな新しいモノコックを持ち、細く尖ったニードルノーズと、ドライバーの頭上で横方向に広がりT字型となる意匠が凝らされた小型のエアインテイク（インダクションポッド）など空力特性が完全に改訂されていた。フロントサスペンションには前年ティレル・018でF1界に登場し、それを見たコスタが1989年の冬から90年にかけて独自に設計、1990年の初戦で2台のJH24に搭載された1本ショック構造のサスユニットを導入。このフロントサスをコスタは「フル・フローティング・システム」と命名している。それは改善として認識された。サイドポンツーンは非常に低く、冷却システムは改善された。コスタは前作から多数のパーツを流用した。その中には1989年のJH23Bで初めて採用された縦置き6速トランスミッションも含まれた。コスタは「当初は縦置きを搭載しているが、横置きトランスミッションをいま開発しているのでシーズン中に変更する予定がある。」と発表時にイモラで述べた。エンジンは前年に採用されたハイニ・マーダーチューンのコスワースDFRが搭載された。
AGS・JH25は5台が製作された。4台は1990年に製作され（シャシーナンバー040から043）、1台が1991年に製作された（シャシーナンバー044）。040はシーズン前のプライベートテストでヤニック・ダルマスがドライブして事故を起こし、完全に破壊された。

## レース戦績

### 1990年シーズン
AGSの1990年シーズンは2台体制であった。ドライバーは前年から引き続いてガブリエル・タルキーニとヤニック・ダルマスが起用された。両名とも予備予選の対象であった。JH25のイメージカラーは当初ブラックをベースとしてフロントからリアカウルまで両サイドに二本のシルバーストライプが施されていた。
JH25は第3戦サンマリノGPで1台のみ持ち込まれ、タルキーニによってデビューした。この時点でまだJH25はレースには適していなかった。ダルマスはJH24をドライブして予備予選落ちした。タルキーニはJH25をドライブしたが、同様に予備予選落ちしている。続く5戦で両名とも1回決勝進出し、ダルマスは母国フランスGPで17位完走した。
シーズン後半に入ると状況は僅かに改善した。オニクス・モンテヴェルディが財政難のためハンガリーGPをもって撤退すると、AGSは予備予選を続けて通過できるようになり、両ドライバーとも3回決勝進出。タルキーニはハンガリーGPで13位、ダルマスはスペインGPで9位で完走した。この9位がシーズンの最高成績で、これによって翌年予備予選組から脱出できたため、「チームは優勝したかのように喜んだ」という。

### 1991年シーズン
1991年も引き続いて2台体制となり、ドライバーは17号車に残留したタルキーニ、18号車に新加入のベテラン ステファン・ヨハンソンが起用された。カラーリングは若干ブルー掛かったホワイトをベースに濃紺×シルバーのストライプが斜めにマシンを横切る全く新らしいイメージへと変更されていたが、マシンそのものは前年と変わりがなかった。第2戦終了後にオーナーが交代すると、ヨハンソンは契約解除され、第3戦サンマリノGPから18号車にはF1ルーキーのファブリツィオ・バルバッツァが起用されドライバーが2名ともイタリア人となった。ヨハンソンもバルバッツァも予選を通過することが出来なかったが、タルキーニは序盤4戦で3度予選通過、開幕戦アメリカGPでは決勝を8位で完走した。第7戦フランスGPから、新オーナーの意向でブルーをベースにレインボーカラーのストライプへと配色を一新して現れた。ブルーは空の色を、赤と黄が地中海の征服者たちを象徴していると発表された。
チームは前半戦予備予選を免除されていたが、時代遅れの機材を用い、混沌とした状況のままであった。成績不足のため後半戦ドイツGPからは予備予選組に戻され、イタリアGP以降、JH25Bに代わってバンダープレインの手によるニューマシンJH27が投入された。しかしながらそのニューマシンで3戦に出場した後、AGSは活動資金が底をつきF1から撤退した。

## F1における全成績
(key) （太字はポールポジション）
| 年     | シャシー   | エンジン                         | タイヤ | No. | ドライバー                   | 1   | 2   | 3    | 4    | 5    | 6    | 7   | 8    | 9    | 10   | 11   | 12   | 13  | 14  | 15  | 16  | ポイント | 順位 |
| ------ | ---------- | -------------------------------- | ------ | --- | ---------------------------- | --- | --- | ---- | ---- | ---- | ---- | --- | ---- | ---- | ---- | ---- | ---- | --- | --- | --- | --- | -------- | ---- |
| 1990年 | JH25       | フォード-コスワース DFR, V8, 3.5 | G      |     |                              | USA | BRA | SMR  | MON  | CAN  | MEX  | FRA | GBR  | GER  | HUN  | BEL  | ITA  | POR | ESP | JPN | AUS | 0        | NC   |
| 1990年 | JH25       | フォード-コスワース DFR, V8, 3.5 | G      | 17  | ガブリエル・タルキーニ       |     |     | DNPQ | DNPQ | DNPQ | DNPQ | DNQ | Ret  | DNPQ | 13   | DNQ  | DNQ  | DNQ | Ret | DNQ | Ret | 0        | NC   |
| 1990年 | JH25       | フォード-コスワース DFR, V8, 3.5 | G      | 18  | ヤニック・ダルマス           |     |     |      | DNPQ | DNPQ | DNPQ | 17  | DNPQ | DNQ  | DNQ  | DNQ  | Ret  | Ret | 9   | DNQ | DNQ | 0        | NC   |
| 1991年 | JH25 JH25B | フォード-コスワース DFR, V8, 3.5 | G      |     |                              | USA | BRA | SMR  | MON  | CAN  | MEX  | FRA | GBR  | GER  | HUN  | BEL  | ITA  | POR | ESP | JPN | AUS | 0        | NC   |
| 1991年 | JH25 JH25B | フォード-コスワース DFR, V8, 3.5 | G      | 17  | ガブリエル・タルキーニ       | 8   | Ret | DNQ  | Ret  | DNQ  | DNQ  | DNQ | DNQ  | DNQ  | DNPQ | DNPQ |      |     |     |     |     | 0        | NC   |
| 1991年 | JH25 JH25B | フォード-コスワース DFR, V8, 3.5 | G      | 18  | ステファン・ヨハンソン       | DNQ | DNQ |      |      |      |      |     |      |      |      |      |      |     |     |     |     | 0        | NC   |
| 1991年 | JH25 JH25B | フォード-コスワース DFR, V8, 3.5 | G      | 18  | ファブリツィオ・バルバッツァ |     |     | DNQ  | DNQ  | DNQ  | DNQ  | DNQ | DNQ  | DNPQ | DNPQ | DNPQ | DNPQ |     |     |     |     | 0        | NC   |

## 参照
1. 1 2 3 4  コンパクトな仕上がりを見せるAGSのニューマシンがイモーラに登場　Racing On No.076 35頁 武集書房 1990年7月1日発行
2. ↑  Zum Ganzen: Burchkalter, Galeron: Tout sur la Formule 1 1991, S. 72 (Rückblick auf die Jahre 1989 und 1990).
3. ↑  Cimarosti: Das Jahrhundert des Rennsports, S.418.
4. 1 2  Hodges: A-Z of Grand Prix Cars 1906-2001, S. 8.
5. ↑  Hodges: Rennwagen von A-Z nach 1945, S. 10.
6. ↑  Motorsport Aktuell, Heft 21/1990, S. 13.
7. ↑  Ménard: La Grande Encyclopédie de la Formule 1, S. 105.
8. ↑  MINI NEWS　Racing On No.103 19頁 1991年9月1日発行
9. ↑  Ménard: La Grande Encyclopédie de la Formule 1, S. 106.